# فابیو لوئیس رامیم
فابیو لوئیس رامیم (انگلیسی: Fábio Luís Ramim؛ زادهٔ ۱۰ آوریل ۱۹۸۱) بازیکن فوتبال اهل برزیل است.
از باشگاه‌هایی که در آن بازی کرده‌است می‌توان به باشگاه فوتبال شوالان، باشگاه فوتبال میل-مغان، و باشگاه فوتبال باکو اشاره کرد.
وی همچنین در تیم ملی فوتبال جمهوری آذربایجان بازی کرده‌است.